# Medina aethiopica
Medina aethiopica är en tvåvingeart som först beskrevs av Louis-Paul Mesnil 1952.  Medina aethiopica ingår i släktet Medina och familjen parasitflugor. Inga underarter finns listade i Catalogue of Life.